# Nedre Ulleruds landskommun
Nedre Ulleruds landskommun var en tidigare kommun i Värmlands län.

## Administrativ historik
Kommunen inrättades i Nedre Ulleruds socken i Kils härad i Värmland när 1862 års kommunalförordningar trädde i kraft den 1 januari 1863.
Vid kommunreformen 1952 uppgick den i Ulleruds landskommun som 1974 uppgick i Forshaga kommun.

## Politik

### Mandatfördelning i Nedre Ulleruds landskommun 1938-1946
| 18 | 2 | 5 |

| 25 |

| 18 | 7 |

| 24 |

| 4 | 16 |  | 4 |

| 25 |